# Begonia bissei
Espèce
Begonia bissei est une espèce de plantes de la famille des Begoniaceae.
L'espèce fait partie de la section Begonia.
Elle a été décrite en 1989 par Jorge Sierra. L'épithète spécifique rend hommage au Prof. Dr. Johannes Bisse qui a constitué un herbier pour le Jardín Botánico Nacional de la Habana (HAJB).

## Répartition géographique
Cette espèce est originaire du pays suivant : Cuba.